# Kunstdenkmal
Kunstdenkmal ist heute im allgemeinen Sprachgebrauch laut Duden: 

„Bauwerk, Plastik o. Ä. von künstlerischem und historischem Wert.“

In der ersten Hälfte des 19. Jahrhunderts fanden sich private Altertumsvereine zusammen, die sich das Ziel der „Aufsuchung, Erhaltung, Erläuterung und Abbildung historisch oder künstlerisch wichtiger Denkmäler der vaterländischen Vorzeit“ gaben, wie der 1825 im Königreich Sachsen gegründete Königlich sächsische Verein zur Erforschung und Erhaltung vaterländischer Alterthümer.
Der Begriff der (vaterländischen) Alterthümer wurde im Zuge der in der zweiten Hälfte jenes Jahrhunderts erfolgenden Fundamentalinventarisation aufgeteilt: Die beauftragten Inventare der Bau- und Kunstdenkmäler (bspw. Richard Steche und Cornelius Gurlitt: Beschreibende Darstellung der älteren Bau- und Kunstdenkmäler des Königreichs Sachsen. 41 Bde., Meinhold, Dresden 1882–1923.) trennten zwischen den bewahrenswerten Bauwerken (Baudenkmale wie schlichte Kirchen, Herrenhäuser, Winzerhäuser etc.) und den bewahrenswerten Kunstschätzen und künstlerischen Denkmalen (Kunstdenkmale wie reich ornamentierte Kirchen mit Innenausstattungen, reichhaltig verzierte Schlösser, Statuen und Reiterdenkmäler). Diese Aufteilung war jedoch nicht verpflichtend. Noch im Jahr 1900 beauftragte der erste Tag für Denkmalpflege den Kunsthistoriker Georg Dehio mit der Aufgabe, als Schnellinventarisation ein deutschlandweites Handbuch aller schützenswerten Denkmale zu erstellen, das Handbuch der deutschen Kunstdenkmäler.
Der Begriff des Kulturdenkmals taucht erst später auf, so im Namen des 1934 verabschiedeten sächsischen Heimatschutzgesetzes: Gesetz zum Schutze von Kunst-, Kultur- und Naturdenkmalen.